# Данило Стефановић
Данило Стефановић или Данило Стевановић (Темишвар, 20. мај 1815 — Београд, 2. децембар 1886) био је српски политичар и председник владе Кнежевине Србије. Његова влада почела је да помаже Невесињску пушку.

## Детињство и младост
Данило Стевановић рођен је 20. маја 1815. у Темишвару. Син је Јована Стевановића, поречкога бимбаше. Његови родитељи су након слома Првога српскога устанка 1813. били у збегу. Брат је Стефана Стефановића Тенке, чувенога уставобранитеља. Школовао се у Поречу, Пожаревцу и Београду, а након школовања изучио је терзијски занат и онда се посветио трговини.

## Члан Државнога савета
Кнез Милош Обреновић га је 1838. поставио за старешину поречко-речкога среза, а већ 1839. постао је помоћник начелника крајинскога округа. Премештен је 1844. у Зајечар за помоћника начелника, а 1848. постављен је за начелника црноречкога округа. После тога премештен је 1852. за начелника чачанскога округа, а 1856. за начелника пожаревачкога округа. Кнез Милош га је 1859. именовао за члана Државнога савета, а кнез Михаило Обреновић му је 1860. потврдио тај положај. Стари Савет био је укинут 1869, али Данило је 20. септембра 1869. постављен за члана новога Државнога савета.

## Председник владе
Када је 3. фебруара 1875. Аћим Чумић дао оставку на положај председника владе Данилу Стевановићу је поверен мандат за састав нове владе. Поред места председника владе био је и министар унутрашњих послова. Није му се свиђао Намеснички устав из 1869, по коме је Народна скупштина имала доста широка овлаштења да саставља законе. Никако му се није свиђало да та по саставу сељачка скупштина од углавном неписмених посланика саставља законе и да министри морају да одговарају на интерпелације пред таквом скупштином. Пошто је изгледао старомодан по схватањима назвали су га „чича Данило”. Кнез Милан Обреновић је за ту владу за министре одабрао углавном млађе конзервативце, али већински либерална скупштина супростављала се министрима и влади. Сам Данило није био политичар, него бирократ, па је на тај начин требало да стишава узавреле политичке страсти између конзервативаца и либерала, а његова влада названа је "министарство помирљивости и добре воље". Данилова влада углавном се бавила текућим пословима избегавајући велика политичка питања. Ипак у скупштини су се наставила политичка препуцавања либералне већине и конзервативаца, која су довела до тога да конзервативци опструишу скупштину, а влада је то једва дочекала као повод за распуштање скупштине.

## Помагање Невесињске пушке
У време Данилове владе избила је Невесињска пушка. Влада је дозволила окупљаше добровољаца за помоћ устаницима у Херцеговини и давала им оружје из војних магацина, а део снага је и пребацила преко границе.

## Полицијски притисак током избора
Након распуштања скупштине Влада је настојала да насилно на новим изборима оствари конзервативну већину у скупштини. Пошто је Данило био министар унутрашњих послова и искусан полицајац очекивало се да ће имати више успеха него што је имао Аћим Чумић у сличном покушају годину дана раније. Уочи избора од 15. августа 1875. године Данило је у службу вратио неколико старих чиновника, а начелницима је давао упутства ко се мора изабрати за посланика. Данилова полиција прогањала је или затварала опозиционе посланике, а хапсили су и оне, који су агитовали за опозицију. Ипак на изборима су поново победили либерали, па је кнез 31. августа 1875. године одлучио да састави либералну владу Стевче Михаиловића. Данило је након силаска са власти био на располагању, да би 1879. године био пензионисан.